# الأتراك في ألمانيا
الأتراك في ألمانيا (بالألمانية: Türkeistämmige in Deutschland) أو أتراك-ألمان، هم الأتراك المقيمين في ألمانيا. ويندرج ضمنهم الجماعات الإثنية التي تقطن تركيا وترجع أصولها لخارج تركيا مثل الأكراد. على وجه العموم، فإن اللغة الإنجليزية هي اللغة التي توحد ما بين جميع الأتراك على اختلاف أصولهم وأعراقهم وذلك حتى مع وجودهم في ألمانيا. وقد وصل عدد الجالية التركية في ألمانيا في عام 2004 إلى 1.739 مليون نسمة.

## التاريخ

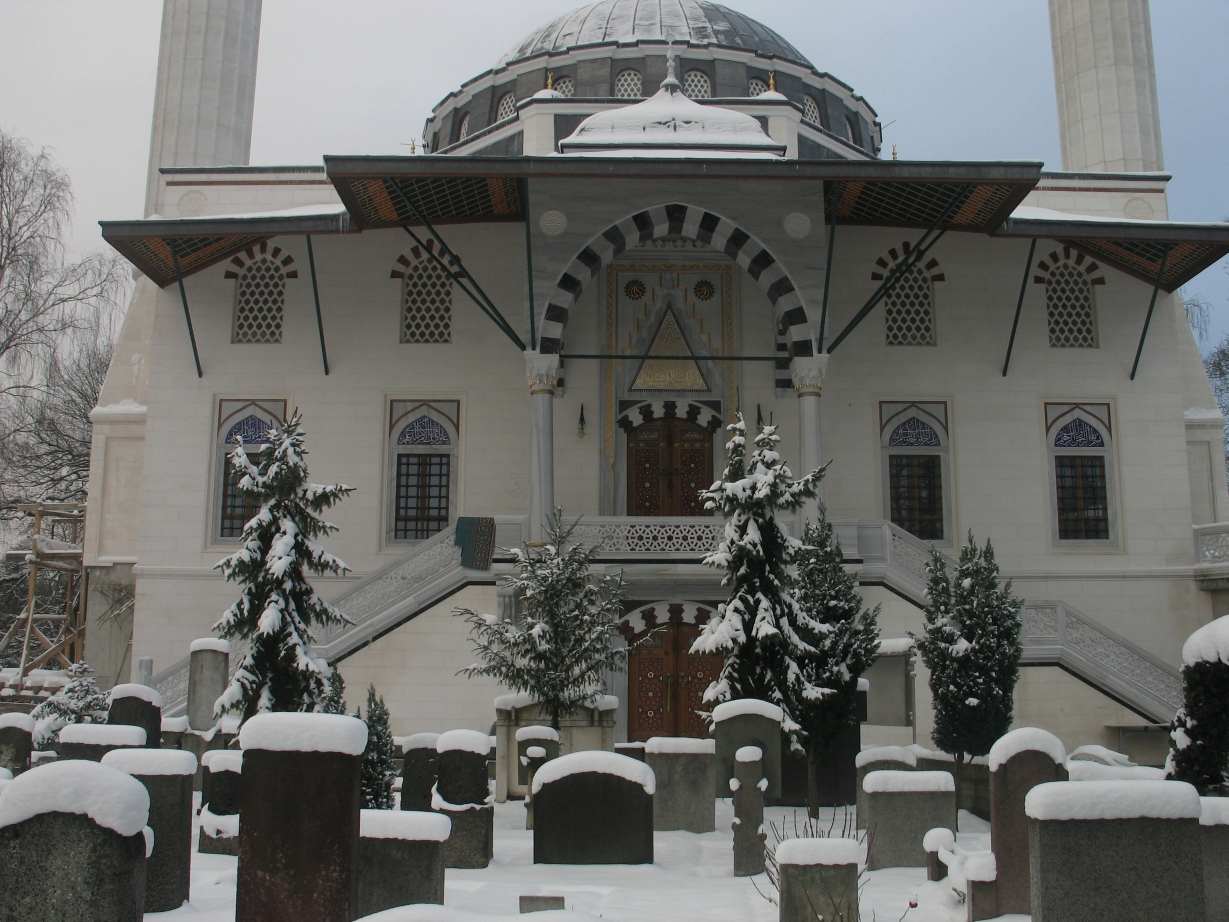
المقبرة التركية في برلين بجانب مسجد مبني على النمط العثماني يعود تاريخ بناءه إلى منتصف القرن التاسع عشر (عام 1863)

واصل الجنود الأتراك الدخول إلى الأراضي الألمانية مع تأسيس مملكة بروسيا عام 1701 حيث وظَّفهم ملوك بروسيا للخدمة عندهم. تُظهر السجلات التاريخية بروز هذه النزعة تحديداً إبَّان فترة منتصف القرن الثامن عشر بالترافق مع توسع بروسيا. فمثلاً قام دوق كورلاند عام 1731 بوهب عشرين حارساً تركياً لملك بروسيا فريدرش فيلهلم الأول وحتى قِيلَ في مرة من المرات أنه بلغ عدد الجنود المسلمين الذين خدموا في سلاح الفرسان البروسي إلى المئة جندي. تجلى انبهار الملك البروسي بعصر التنوير وقيمه المتحررة في أخذ بروسيا بعين الاعتبار لما خص الجانب الديني للقوات البروسية المسلمة، فيقول فريدرش العظيم عام 1740:
وصل المهاجرون الأتراك إلى ألمانيا مطلع الستينيات من القرن الماضي للعمل كضيوف جاستاربايتر. وكان عددهم قليلا عام 1961 حيث بلغ 6800 نسمة فقط، ليتضاعف بعد 20 عاما ويصبح 6 مليون.
ويعيش 9 ملايين نسمة من حاملي الجنسية التركية من أصل 12 مليون اجنبي على الأراضي الألمانية وفقا لاحصاء قام به المكتب الألماني للاحصاءات نهاية عام 2006. وهناك 415 الف مواطن ألماني من أصول تركية.

## التركيبة السكانية

### التعداد السكاني
تراوحت تقديرات مجموع الأتراك في ألمانيا كثيراً والتي تشمل على الأشخاص ممن لديهم أصول تركية جزئية ويرجع السبب في ذلك لأن التعداد السكاني الألماني لا يجمع أي بيانات عن إثنيات الأشخاص. غالباً ما تراوحت التقديرات الأكاديمية ما بين 2.5 مليون حتى 4 ملايين نسمة. ولكن اقترح عدة أكاديميون منذ مطلع القرن الواحد والعشرين وجود أربعة ملايين نسمة أو ما لا يقل عن أو أكثر من أربعة ملايين نسمة لأشخاص من ذوي أصول تركية جزئية أو كليَّة في البلاد، أو يشكّلون نسبة 5% من مجموع سكان ألمانيا البالغ 82 مليون نسمة (ما يمثّل 4.1 مليون نسمة). كما ميَّز عدة أكاديميون ما بين «السكان المرتبطين بتركيا» والذين يشتملون على الأقليات الإثنية من تركيا، ولكنه لا يشمل الأقليات التركية الإثنية الكبيرة من البلقان وقبرص والعالم العربي. تشير التقديرات إلى أن مجموع الأفراد الذين يعيشون في ألمانيا ممن ينحدرون من تركيا فقط (ومنهم الأقليات الإثنية في تركيا، وتحديداً الأكراد) يصل إلى خمسة ملايين نسمة أو أكثر ليصل إلى 5.6 ملايين نسمة.
كما أخذ بعض الأكاديميون مصادر تقديرية عن مسؤولين أوروبيين تضع الرقم عند قيمة أعلى، فمثلاً اقترحت الصحفية والباحثة تيسا سيسكوفيتز وجود ما يصل إلى 7 ملايين تركي في ألمانيا ومنهم المنحدرين من هؤلاء (الجيل الثاني).

## الاندماج في المجتمع الألماني

### المواطنة
كان مفهوم المواطنة الألمانية في السابق قائماً على البنية القانونية التقليدية للأمة الألمانية. ولهذا فإن المفهوم القانوني للمواطنة كان معتمداً على «أواصر دم» التي تربط الفرد بأحد أهليه الألمان (حق الدم) على عكس منح المواطنة تبعاً للمكان الذي يولد فيه الإنسان (حق الإقليم). فكان يُعمل بالمبدأ السياسي الذي عدَّ ألمانيا بلداً للشعب الألماني وليس بلداً للهجرة.
جرى تخفيف قانون المواطنة الألماني إلى حد ما عام 1990 مع تقديم ما يُعرف بقانون الأجنبي وهو ما أعطى العمَّال الأتراك الحق في التقديم للحصول على رخصة إقامة دائمة بعد مضي مدة ثمانية سنوات على إقامة الفرد في ألمانيا. وبالنسبة للأشخاص من ذوي الأصول التركية المولودين في ألمانيا فكانوا يُعدّون «أجانب» من الناحية القانونية ولكنهم تمتعوا بحق الحصول على الجنسية الألمانية حين يبلغون سن الثامنة عشر من العمر شريطة التخلي عن جنسيتهم التركية لكي لا يحملوا جنسية مزدوجة. صرَّح المستشار الألماني حينذاك هلموت كول حيال موضوع المواطنة المزدوجة عام 1997 قائلاً:

## الثقافة

### الدين
إن غالبية الأتراك في ألمانيا من المسلمين ويشكّل الأتراك أكبر فئة إثنية من المسلمين في البلاد. وكانت كلمة «أتراك» مرادفاً مع تسمية «مسلم» منذ ستينيات القرن العشرين حيث اُعتبِرَت الديانة الإسلامية إحدى «الشمائل التركية» في ألمانيا. وتتجلى هذه السمة التركية تحديداً في النمط المعماري العثماني/التركي للعديد من المساجد المنتشرة في ألمانيا، فما يقارب الـ2,000 مسجد من أصل مجموع المساجد الموجودة في ألمانيا والبالغ عددها 3,000 مسجد عمارتها تركية، ومنها 900 مسجد مموَّل من قبل الاتحاد التركي الإسلامي للشؤون الدينية وهو منظمة تابعة للحكومة التركية، أمَّا باقي دور العبادة الإسلامية فيجري تمويلها من قبل مجموعات سياسية تركية أخرى.
تتداخل الممارسات والطقوس الدينية للأتراك مع قناعاتهم السياسية الخاصة. فمثلاً يميل الأتراك الكماليون إلى أن يكونوا أكثر علمانية. أمَّا الأتراك من اتباع الأيديولوجيات الدينية الإسلامية المحافظة مثل حركتيّ مللي جوروش وجماعة كولن فيميلون إلى أن يكونوا محافظين دينياً أكثر من غيرهم. وعموماً فإن الدين يحظى بأهمية خاصة بين الأتراك في ألمانيا تحديداً بما يخص التأكيد على الهوية الإثنية من أجل الحفاظ وصون الثقافة التركية أكثر من ممارسة التقاليد الإسلامية وحسب. كما هنالك أتراك يعتبرون أنفسهم لادينيين أو ملحدين، بالإضافة إلى آخرين ممن اعتنقوا أديان أخرى. هناك مجتمع مسيحي تركي في ألمانيا، وجاء معظمهم من خلفية تركية مسلمة.
وتختلف نسب الانتماء الديني بين الأتراك في ألمانيا بحسب الولايات، وفقاً لتعداد 2011 كانت الأغلبية (63.5%) من الأتراك في ساكسونيا السفلى غير منتمين لأي ديانة، وكان حوالي 4.3% من المسيحيين وحوالي 31.9% منتمون إلى دين آخر (بشكل أساسي الإسلام).

## وصلات خارجية
- Germany-Turkey
- "Germany's guest workers mark 40 years", By Rob Broomby, BBC News
- Berlin Türk Kulübü
- Turkish Flair in Berlin
- Citizenship Test
- Migrants in Germany